# Richard E. Cavazos

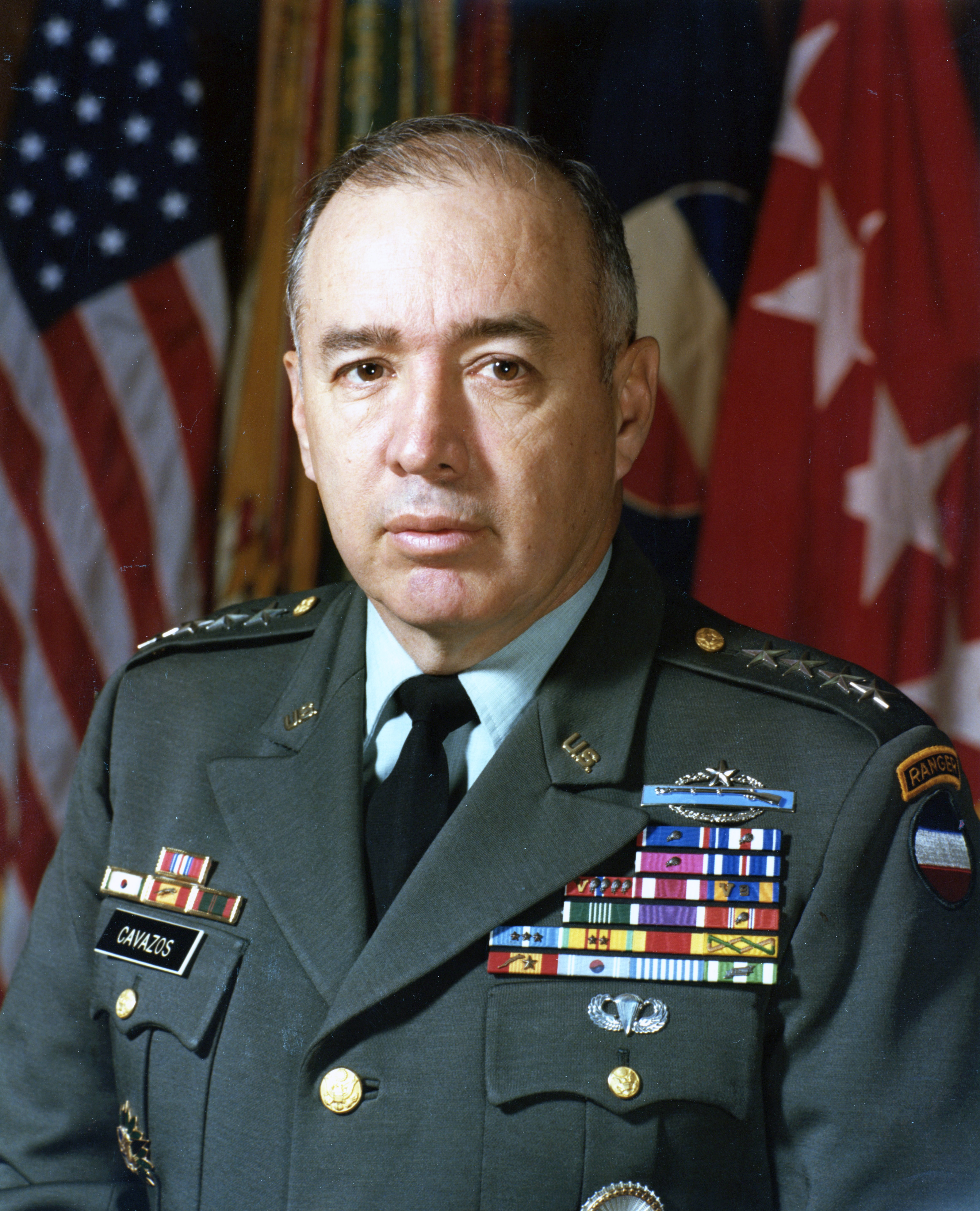
Richard E. Cavazos (Januar 1980)

Richard Edward Cavazos (* 31. Januar 1929 in Kingsville, Kleberg County, Texas; † 29. Oktober 2017 in San Antonio, Bexar County, Texas) war ein Vier-Sterne-General der United States Army. Er war unter anderem Kommandeur des III. Korps und des United States Army Forces Commands.
Richard Cavazos war ein jüngerer Bruder von Lauro Cavazos (1927–2022), der von August 1988 bis Dezember 1990 Bildungsminister der Vereinigten Staaten war. Über das ROTC-Programm des Texas Technological College gelangte er im Jahr 1951 in das Offizierskorps des US-Heeres. Dort wurde er als Leutnant der Infanterie zugeteilt. In der Armee durchlief er anschließend alle Offiziersränge vom Leutnant bis zum Vier-Sterne-General.
Im Lauf seiner militärischen Karriere absolvierte Cavazos verschiedene Kurse und Schulungen. Dazu gehörten unter anderem der Basic Infantry Officer Course, die U.S. Army Airborne School, das Command and General Staff College, das British Army Staff College, das Armed Forces Staff College und das United States Army War College.
In seinen jüngeren Jahren absolvierte er den für Offiziere in den niederen Rangstufen üblichen Dienst in verschiedenen Einheiten und Standorten in den Vereinigten Staaten. Dazu gehörten auch Aufgaben als Stabsoffizier in verschiedenen Hauptquartieren. Gleich zu Beginn seiner Laufbahn wurde Cavazos im Koreakrieg eingesetzt. Dort war er Oberleutnant beim 65. Infanterieregiment. Dabei war er in Gefechte verwickelt. in denen er durch seine militärischen Leistungen auf sich aufmerksam machte und in der Folge mit einigen Orden ausgezeichnet wurde. Außerdem kamen ihm seine spanischen Sprachkenntnisse zugute, da seine Einheit hauptsächlich aus Soldaten aus Puerto Rico bestand, die oft nur geringe Englischkenntnisse hatten.
Nach dem Krieg setzte Cavazos seine Offizierslaufbahn in den Vereinigten Staaten fort. Im Jahr 1967 nahm er als Oberstleutnant am Vietnamkrieg teil, wo er das 1. Bataillon des 18. Infanterieregiments kommandierte. Auch hier war er an mehreren Gefechten beteiligt. Im Jahr 1976 übernahm er das Kommando über die 2. Brigade der 1. Infanteriedivision. Später übernahm er das Kommando über die reaktivierte 9. Infanteriedivision, die damals in Fort Lewis im Bundesstaat Washington beheimatet war. Dieses Kommando hatte er in den Jahren 1977 bis 1980 inne.
In den Jahren 1980 bis 1982 war Richard Cavazos mit dem Oberbefehl über das III. Korps in Fort Hood in Texas betraut. Danach wurde er zum Kommandeur des United States Army Forces Command ernannt. Dieses Amt bekleidete er von 1982 bis 1984. Anschließend ging er in den Ruhestand.
Richard Cavazos war der erste Offizier der US-Armee mit mexikanischem Migrationshintergrund, der die Generalsränge erreichte. Im Jahr 1985 wurde er von Präsident Ronald Reagan in das Chemical Warfare Review Committee berufen. Außerdem gehörte er dem Board of Directors der Texas Tech University an. Er verbrachte seinen Lebensabend in San Antonio in Texas, wo er am 29. Oktober 2017 verstarb. Er wurde auf dem Fort Sam Houston National Cemetery beigesetzt.
Im Jahr 2022 befasste sich ein Komitee der Armee mit der Umbenennung von Militärstützpunkten in den Vereinigten Staaten. Dazu gehörte auch der Standort Fort Hood, der bisher nach dem Südstaaten-General John Bell Hood (1831–1879) benannt war. Die Kommission schlug vor den Standort nach Richard Cavazos in Fort Cavazos umzubenennen. Am 6. Oktober 2022 ordnete Verteidigungsminister Lloyd Austin diese Umbenennung an.

## Orden und Auszeichnungen
Richard Cavazos erhielt im Lauf seiner militärischen Laufbahn unter anderem folgende Auszeichnungen:
- Distinguished Service Cross
- Army Distinguished Service Medal
- Silver Star
- Defense Superior Service Medal
- Legion of Merit
- Distinguished Flying Cross
- Bronze Star Medal
- Purple Heart
- Meritorious Service Medal
- Air Medal
- Joint Service Commendation Medal
- Army Commendation Medal
- National Defense Service Medal
- Korean Service Medal
- Vietnam Service Medal
- National Order of Vietnam (Südvietnam)
- Distinguished Service Order (Südvietnam)
- Gallantry Cross (Südvietnam)
- Order of National Security Merit (Südkorea)
- Order of Military Merit (Ordem do Mérito Militar, Brasilien)
- United Nations Korea Medal (UNO)
- Vietnam Campaign Medal (Südvietnam)
- Korean War Service Medal (Südkorea)